# Parigi-Nizza 2019
La Parigi-Nizza 2019, settantasettesima edizione della corsa, valida come sesta prova dell'UCI World Tour 2019 categoria 2.UWT, si svolse in otto tappe dal 10 al 17 marzo 2019 su un percorso di 1 207,5 km, con partenza da Saint-Germain-en-Laye e arrivo a Nizza, in Francia. La vittoria fu appannaggio del colombiano Egan Bernal, il quale completò il percorso in 29h17'02", alla media di 41,234 km/h, precedendo il connazionale Nairo Quintana e il polacco Michał Kwiatkowski.
Sul traguardo di Nizza 118 ciclisti, su 161 partiti da Saint-Germain-en-Laye, portarono a termine la competizione.

## Tappe
| Tappa  | Data     | Percorso                                      | km      | Vincitore di tappa  | Leader cl. generale |
| ------ | -------- | --------------------------------------------- | ------- | ------------------- | ------------------- |
| 1ª     | 10 marzo | Saint-Germain-en-Laye > Saint-Germain-en-Laye | 138,5   | Dylan Groenewegen   | Dylan Groenewegen   |
| 2ª     | 11 marzo | Les Bréviaires > Bellegarde                   | 163,5   | Dylan Groenewegen   | Dylan Groenewegen   |
| 3ª     | 12 marzo | Cepoy > Moulins/Yzeure                        | 200     | Sam Bennett         | Dylan Groenewegen   |
| 4ª     | 13 marzo | Vichy > Pélussin                              | 212     | Magnus Cort Nielsen | Michał Kwiatkowski  |
| 5ª     | 14 marzo | Barbentane > Barbentane (cron. individuale)   | 25,5    | Simon Yates         | Michał Kwiatkowski  |
| 6ª     | 15 marzo | Peynier > Brignoles                           | 176,5   | Sam Bennett         | Michał Kwiatkowski  |
| 7ª     | 16 marzo | Nizza > Col de Turini                         | 181,5   | Daniel Martínez     | Egan Bernal         |
| 8ª     | 17 marzo | Nizza > Nizza                                 | 110     | Ion Izagirre        | Egan Bernal         |
| Totale | Totale   | Totale                                        | 1 207,5 |                     |                     |

## Squadre e corridori partecipanti
| N.      | Cod. | Squadra               |
| ------- | ---- | --------------------- |
| 1-7     | MOV  | Movistar Team         |
| 11-17   | MTS  | Mitchelton-Scott      |
| 21-27   | AST  | Astana Pro Team       |
| 31-37   | LTS  | Lotto Soudal          |
| 41-47   | TBM  | Bahrain-Merida        |
| 51-57   | BOH  | Bora-Hansgrohe        |
| 61-67   | ALM  | AG2R La Mondiale      |
| 71-77   | SKY  | Team Sky              |
| 81-87   | UAD  | UAE Team Emirates     |
| 91-97   | TFS  | Trek-Segafredo        |
| 101-107 | GFC  | Groupama-FDJ          |
| 111-117 | DQT  | Deceuninck-Quick-Step |

| N.      | Cod. | Squadra                    |
| ------- | ---- | -------------------------- |
| 121-127 | TKA  | Team Katusha Alpecin       |
| 131-137 | PCB  | Team Arkéa-Samsic          |
| 141-147 | TJV  | Team Jumbo-Visma           |
| 151-157 | EF1  | EF Education First         |
| 161-167 | SUN  | Team Sunweb                |
| 171-177 | COF  | Cofidis, Solutions Crédits |
| 181-187 | TDD  | Team Dimension Data        |
| 191-197 | CPT  | CCC Team                   |
| 201-207 | TDE  | Direct Énergie             |
| 211-217 | VCB  | Vital Concept-B&B Hotels   |
| 221-227 | DMP  | Delko Marseille Provence   |

## Dettagli delle tappe

### 1ª tappa
- 10 marzo: Saint-Germain-en-Laye > Saint-Germain-en-Laye – 138,5 km

Risultati
| Pos. | Corridore         | Squadra    | Tempo    |
| ---- | ----------------- | ---------- | -------- |
| 1    | Dylan Groenewegen | Jumbo      | 3h17'35" |
| 2    | Caleb Ewan        | Lotto      | s.t.     |
| 3    | Fabio Jakobsen    | Deceuninck | s.t.     |

| Pos. | Corridore         | Squadra | Tempo    |
| ---- | ----------------- | ------- | -------- |
| 1    | Dylan Groenewegen | Jumbo   | 3h17'25" |
| 2    | Caleb Ewan        | Lotto   | a 4"     |
| 3    | Luis León Sánchez | Astana  | a 5"     |

### 2ª tappa
- 11 marzo: Les Bréviaires > Bellegarde – 163,5 km

Risultati
| Pos. | Corridore           | Squadra      | Tempo    |
| ---- | ------------------- | ------------ | -------- |
| 1    | Dylan Groenewegen   | Jumbo        | 3h14'04" |
| 2    | Iván García Cortina | Bahrain-Mer. | s.t.     |
| 3    | Philippe Gilbert    | Deceuninck   | s.t.     |

| Pos. | Corridore          | Squadra | Tempo    |
| ---- | ------------------ | ------- | -------- |
| 1    | Dylan Groenewegen  | Jumbo   | 6h31'19" |
| 2    | Michał Kwiatkowski | Sky     | a 12"    |
| 3    | Luis León Sánchez  | Astana  | a 13"    |

### 3ª tappa
- 12 marzo: Cepoy > Moulins/Yzeure – 200 km

Risultati
| Pos. | Corridore      | Squadra    | Tempo    |
| ---- | -------------- | ---------- | -------- |
| 1    | Sam Bennett    | Bora       | 5h16'25" |
| 2    | Caleb Ewan     | Lotto      | s.t.     |
| 3    | Fabio Jakobsen | Deceuninck | s.t.     |

| Pos. | Corridore          | Squadra | Tempo     |
| ---- | ------------------ | ------- | --------- |
| 1    | Dylan Groenewegen  | Jumbo   | 11h47'44" |
| 2    | Michał Kwiatkowski | Sky     | a 6"      |
| 3    | Luis León Sánchez  | Astana  | a 11"     |

### 4ª tappa
- 13 marzo: Vichy > Pélussin – 212 km

Risultati
| Pos. | Corridore           | Squadra | Tempo    |
| ---- | ------------------- | ------- | -------- |
| 1    | Magnus Cort Nielsen | Astana  | 5h03'49" |
| 2    | Thomas De Gendt     | Lotto   | a 7"     |
| 3    | Giulio Ciccone      | Trek    | a 13"    |

| Pos. | Corridore          | Squadra    | Tempo     |
| ---- | ------------------ | ---------- | --------- |
| 1    | Michał Kwiatkowski | Sky        | 16h52'27" |
| 2    | Luis León Sánchez  | Astana     | a 5"      |
| 3    | Philippe Gilbert   | Deceuninck | a 10"     |

### 5ª tappa
- 14 marzo: Barbentane > Barbentane – Cronometro individuale – 25,5 km

Risultati
| Pos. | Corridore          | Squadra    | Tempo  |
| ---- | ------------------ | ---------- | ------ |
| 1    | Simon Yates        | Mitchelton | 30'26" |
| 2    | Nils Politt        | Katusha    | a 7"   |
| 3    | Michał Kwiatkowski | Sky        | a 11"  |

| Pos. | Corridore          | Squadra | Tempo     |
| ---- | ------------------ | ------- | --------- |
| 1    | Michał Kwiatkowski | Sky     | 17h23'04" |
| 2    | Egan Bernal        | Sky     | a 15"     |
| 3    | Luis León Sánchez  | Astana  | a 24"     |

### 6ª tappa
- 15 marzo: Peynier > Brignoles – 176,5 km

Risultati
| Pos. | Corridore      | Squadra    | Tempo    |
| ---- | -------------- | ---------- | -------- |
| 1    | Sam Bennett    | Bora       | 4h12'35" |
| 2    | Arnaud Démare  | Groupama   | s.t.     |
| 3    | Matteo Trentin | Mitchelton | s.t.     |

| Pos. | Corridore          | Squadra | Tempo     |
| ---- | ------------------ | ------- | --------- |
| 1    | Michał Kwiatkowski | Sky     | 21h35'36" |
| 2    | Egan Bernal        | Sky     | a 18"     |
| 3    | Luis León Sánchez  | Astana  | a 22"     |

### 7ª tappa
- 16 marzo: Nizza > Col de Turini – 181,5 km

Risultati
| Pos. | Corridore          | Squadra     | Tempo    |
| ---- | ------------------ | ----------- | -------- |
| 1    | Daniel Martínez    | Educ. First | 4h55'49" |
| 2    | Miguel Ángel López | Astana      | a 6"     |
| 3    | Nicolas Edet       | Cofidis     | a 20"    |

| Pos. | Corridore        | Squadra    | Tempo     |
| ---- | ---------------- | ---------- | --------- |
| 1    | Egan Bernal      | Sky        | 26h35'26" |
| 2    | Philippe Gilbert | Deceuninck | a 45"     |
| 3    | Nairo Quintana   | Movistar   | a 46"     |

### 8ª tappa

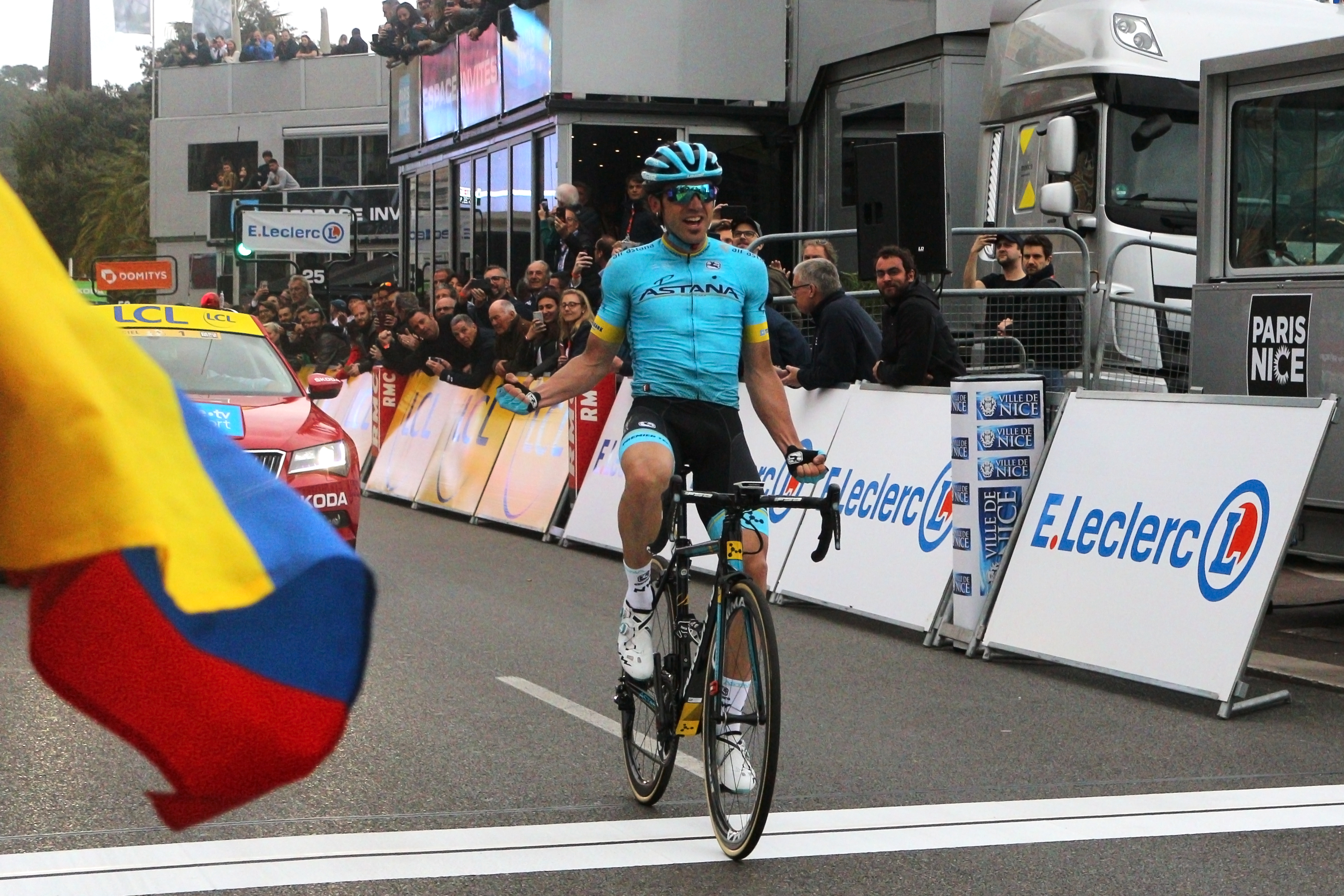
Jon Izagirre vincitore sul traguardo di Nizza

- 17 marzo: Nizza > Nizza – 110 km

Risultati
| Pos. | Corridore       | Squadra | Tempo    |
| ---- | --------------- | ------- | -------- |
| 1    | Jon Izagirre    | Astana  | 2h41'10" |
| 2    | Oliver Naesen   | AG2R    | a 18"    |
| 3    | Wilco Kelderman | Sunweb  | s.t.     |

| Pos. | Corridore          | Squadra  | Tempo     |
| ---- | ------------------ | -------- | --------- |
| 1    | Egan Bernal        | Sky      | 29h17'02" |
| 2    | Nairo Quintana     | Movistar | a 39"     |
| 3    | Michał Kwiatkowski | Sky      | a 1'03"   |

## Evoluzione delle classifiche
| Tappa              | Vincitore           | Classifica generale Maglia gialla | Classifica a punti Maglia verde | Classifica scalatori Maglia a pois | Classifica giovani Maglia bianca | Classifica a squadre Numero giallo |
| ------------------ | ------------------- | --------------------------------- | ------------------------------- | ---------------------------------- | -------------------------------- | ---------------------------------- |
| 1ª                 | Dylan Groenewegen   | Dylan Groenewegen                 | Dylan Groenewegen               | Damien Gaudin                      | Caleb Ewan                       | Bora-Hansgrohe                     |
| 2ª                 | Dylan Groenewegen   | Dylan Groenewegen                 | Dylan Groenewegen               | Damien Gaudin                      | Egan Bernal                      | Team Jumbo-Visma                   |
| 3ª                 | Sam Bennett         | Dylan Groenewegen                 | Dylan Groenewegen               | Damien Gaudin                      | Egan Bernal                      | Team Jumbo-Visma                   |
| 4ª                 | Magnus Cort Nielsen | Michał Kwiatkowski                | Dylan Groenewegen               | Thomas De Gendt                    | Egan Bernal                      | AG2R La Mondiale                   |
| 5ª                 | Simon Yates         | Michał Kwiatkowski                | Dylan Groenewegen               | Thomas De Gendt                    | Egan Bernal                      | EF Education First                 |
| 6ª                 | Sam Bennett         | Michał Kwiatkowski                | Sam Bennett                     | Thomas De Gendt                    | Egan Bernal                      | Team Sky                           |
| 7ª                 | Daniel Martínez     | Egan Bernal                       | Michał Kwiatkowski              | Thomas De Gendt                    | Egan Bernal                      | Team Sky                           |
| 8ª                 | Jon Izagirre        | Egan Bernal                       | Michał Kwiatkowski              | Thomas De Gendt                    | Egan Bernal                      | Team Sky                           |
| Classifiche finali | Classifiche finali  | Egan Bernal                       | Michał Kwiatkowski              | Thomas De Gendt                    | Egan Bernal                      | Team Sky                           |

## Classifiche finali

### Classifica generale - Maglia gialla
| Pos. | Corridore          | Squadra    | Tempo     |
| ---- | ------------------ | ---------- | --------- |
| 1    | Egan Bernal        | Sky        | 29h17'02" |
| 2    | Nairo Quintana     | Movistar   | a 39"     |
| 3    | Michał Kwiatkowski | Sky        | a 1'03"   |
| 4    | Jack Haig          | Mitchelton | a 1'21"   |
| 5    | Romain Bardet      | AG2R       | a 1'45"   |
| 6    | George Bennett     | Jumbo      | a 2'20"   |
| 7    | Rudy Molard        | Groupama   | a 3'02"   |
| 8    | Bob Jungels        | Deceuninck | a 3'06"   |
| 9    | Luis León Sánchez  | Astana     | a 3'12"   |
| 10   | Il'nur Zakarin     | Katusha    | a 4'07"   |

### Classifica a punti - Maglia verde
| Pos. | Corridore          | Squadra     | Punti |
| ---- | ------------------ | ----------- | ----- |
| 1    | Michał Kwiatkowski | Sky         | 33    |
| 2    | Daniel Martínez    | Educ. First | 28    |
| 3    | Simon Yates        | Mitchelton  | 25    |
| 4    | Luis León Sánchez  | Astana      | 24    |
| 5    | Matteo Trentin     | Mitchelton  | 24    |

### Classifica scalatori - Maglia a pois
| Pos. | Corridore            | Squadra    | Punti |
| ---- | -------------------- | ---------- | ----- |
| 1    | Thomas De Gendt      | Lotto      | 76    |
| 2    | Alessandro De Marchi | CCC        | 43    |
| 3    | Nairo Quintana       | Movistar   | 25    |
| 4    | Matteo Trentin       | Mitchelton | 16    |
| 5    | Jon Izagirre         | Astana     | 16    |

### Classifica giovani - Maglia bianca
| Pos. | Corridore          | Squadra     | Tempo     |
| ---- | ------------------ | ----------- | --------- |
| 1    | Egan Bernal        | Sky         | 29h17'02" |
| 2    | Valentin Madouas   | Groupama    | a 4'07"   |
| 3    | Daniel Martínez    | Educ. First | a 9'27"   |
| 4    | Miguel Ángel López | Astana      | a 23'44"  |
| 5    | Tao Geoghegan Hart | Sky         | a 26'23"  |

### Classifica a squadre
| Pos. | Squadra          | Tempo     |
| ---- | ---------------- | --------- |
| 1    | Team Sky         | 87h57'51" |
| 2    | Astana Pro Team  | a 9'46"   |
| 3    | AG2R La Mondiale | a 10'25"  |
| 4    | Mitchelton-Scott | a 15'27"  |
| 5    | Bahrain-Merida   | a 17'18"  |